# Empis nigripes
Empis nigripes är en tvåvingeart som beskrevs av Fabricius 1794. Empis nigripes ingår i släktet Empis och familjen dansflugor. Arten är reproducerande i Sverige. Inga underarter finns listade i Catalogue of Life.